# Валснув (Мазовецьке воєводство)
Валснув (пол. Wałsnów) — село в Польщі, у гміні Оронсько Шидловецького повіту Мазовецького воєводства.
Населення — 361 особа (2011).
У 1975-1998 роках село належало до Радомського воєводства.

## Демографія
Демографічна структура станом на 31 березня 2011 року:
|          | Загалом | Допрацездатний вік | Працездатний вік | Постпрацездатний вік |
| -------- | ------- | ------------------ | ---------------- | -------------------- |
| Чоловіки | 187     | 46                 | 129              | 12                   |
| Жінки    | 174     | 45                 | 103              | 26                   |
| Разом    | 361     | 91                 | 232              | 38                   |